# Bischöfliches Gymnasium Augustinum
Das Bischöfliche Gymnasium Augustinum in Graz ist eine der traditionsreichsten Schulen der Steiermark. Seit über 168 Jahren bietet diese katholische Privatschule Schülern aus der ganzen Steiermark eine breitgefächerte Allgemeinbildung mit einem sprachlich-kommunikativen Schwerpunkt. Es befindet sich im Augustinum Graz in der Langen Gasse im 3. Bezirk Geidorf.

## Geschichte
Das erste Knabenseminar Österreichs, das Augustineum, entstand in Graz 1842 zur Förderung des Priesternachwuchses. Es wurde mit dem bereits 1830 gegründeten Carolinum zusammengelegt und im „Warnhauser’schen Haus“ am Graben an der Ecke Lange Gasse, dem heutigen Standort der Schule, untergebracht.
Die stetig wachsende Schülerzahl in diesen beiden Seminaren machte die Gründung einer Schule notwendig, die ab 1856 zunächst mit einer 1. und 2. Klasse geführt werden durfte. Bis 1861 konnte der Großteil der Schüler in der Langen Gasse unterrichtet werden, die Prüfungen mussten aber noch im „1. k. und k. Staatsgymnasium in Graz“ abgenommen werden. 1895 erhielt das gesamte Gymnasium das Öffentlichkeitsrecht und somit verließen die ersten Maturanten das Bischöfliche Gymnasium.
Die Schule wurde 1899 auch für externe Schüler geöffnet, womit es zu einer der bedeutendsten Schulen von Graz wurde.
Im Jahr 1938 wurden Gymnasium und Internat durch die Nationalsozialisten aufgelöst, in einem Großteil des Hauses war danach ein Reservelazarett untergebracht. Die meisten ehemaligen Schüler der Schule wurden im Akademischen Gymnasium Graz aufgenommen, unter anderem auch der spätere steirische Diözesanbischof Johann Weber. Weber wurde, wie viele andere seiner Generation, im Jahr 1943 nach der 6. Klasse zunächst als Luftwaffenhelfer, dann zur Wehrmacht eingezogen und bekam 1945 die absolvierte Reifeprüfung per Dekret zuerkannt.
Nach dem Krieg wurde der Schulbetrieb wieder aufgenommen und mit der ersten Matura 1952 startete das Bischöfliche Gymnasium in eine vielversprechende Zukunft:
1968 richtete man ein Halbinternat ein, ab dem Schuljahr 1970/71 wurden auch externe Schüler aufgenommen, die nur das Gymnasium besuchten, 1971 erfolgte die Trennung der Leitung von Gymnasium und Seminar, die bis heute besteht. 1976 erhielt die Schule ein eigenes Hallenbad.
Im Jahre 1994 gab es eine weitere gravierende Veränderung im Bischöflichen Gymnasium: Zum ersten Mal durften auch Mädchen die Schule besuchen.
Das Gymnasium setzt seit 2003 mit Elementen des Marchtaler Plans wie der Freien Stillarbeit, dem Morgenkreis bzw. sozialem Lernen reformpädagogische Schwerpunkte im Unterricht.
Seit dem Schuljahr 2008/2009 besuchen auch Schüler anderer christlicher Konfessionen das Bischöfliche Gymnasium.
Nach einer zweijährigen Umbauphase, in der das Haus in der Langen Gasse generalsaniert wurde, zog das Bischöfliche Gymnasium 2009 als größte von weiteren elf Institutionen wieder in das renovierte Gebäude – das nun „Augustinum“ heißt – ein.

## Aktuelles

### Schultyp
Das Bischöfliche Gymnasium Augustinum ist eine Allgemeinbildende höhere Schule, ab dem Schuljahr 2024/25 gibt es zwei Schwerpunkte: Ein sprachliches Gymnasium und ein wirtschaftskundliches Gymnasium. Von der ersten Klasse an wird Englisch unterrichtet, ab der dritten Klasse kann Latein oder Spanisch gewählt werden; in der fünften Klasse dann Italienisch, Latein, Französisch oder Altgriechisch.

### Lernbüro
Dieser Schwerpunkt in der ersten und zweiten Klasse eröffnet Schülern Wege konzentrierten, individuellen und kooperativen Lernens. Durch das offene Arbeiten in den Lernbüros werden Selbständigkeit und eigenverantwortliches Lernen ebenso wie soziale Entwicklung gefördert. Diese offene Lernform lässt Zeit und Raum für individuelle Lernstrategien und gibt den Schülern die Möglichkeit, ihr Lerntempo weitgehend selbst zu bestimmen. Methodenvielfalt steigert die Freude am Lernen und kommt den verschiedenen Begabungen der Schüler entgegen.

### Soziales Lernen – Morgenkreis
In einer entspannten Atmosphäre am Montagmorgen haben Schüler die Möglichkeit, durch Diskussion und Spiel im Umgang miteinander Sensibilität und Gemeinschaftsgefühl zu entwickeln. Gemeinsam mit dem Klassenvorstand werden Herausforderungen des Alltags besprochen und mögliche Lösungen erarbeitet, um so zu einem harmonischen Klassenklima beizutragen.

### Theater, Musical, Instrumentalmusik
Ein Markenzeichen der Schule ist die Theatergruppe, die durch improvisiertes Spiel die Basis für regelmäßige Aufführungen legt, die Kinder, Jugendliche und Eltern begeistern.
Immer wieder werden durch intensive Zusammenarbeit aller kreativen Kräfte beachtete Musicalprojekte (z. B. 2010 „The right Track“ mit 180 Schülern und 2017 das Musical Joseph) umgesetzt.
Angeboten wird aber auch Unterricht in Klavier, Orgel, Gitarre und Gesang.

### Chor
Aus einer großen Tradition heraus ist der Chor bis heute eine der lebendigsten Institutionen der Schule. Sänger von der ersten bis zur achten Klasse erarbeiten klassische und moderne Chorliteratur für Liturgie und Konzerte im In- und Ausland unter der Leitung von Valentin Zwitter. Die Schule wurde seit 2011 jährlich mit dem steirischen Meistersinger-Gütesiegel ausgezeichnet.

### Tagesheimschule
In dieser ganztägige Schulform, die als eine von nur elf steirischen AHS mit dem Gütesiegel des Unterrichtsministeriums für besondere Qualität in der schulischen Tagesbetreuung ausgezeichnet wurde, gibt es nach dem Mittagessen bis 17.00 Uhr für Schüler die Möglichkeit zur Lernbetreuung und Freizeitgestaltung.